# Amy Winehouse at the BBC
Amy Winehouse at the BBC é o primeiro álbum ao vivo e póstumo da cantora e compositora britânica Amy Winehouse. Foi lançado em 12 de novembro de 2012, sendo distribuído através da editora discográfica Universal Music. Composto por uma compilação de canções interpretados por Winehouse ao longo de sua carreira, o disco foi lançado em auxílio à fundação Amy Winehouse Foundation, assim como o lançamento anterior, Lioness: Hidden Treasures. O anúncio do lançamento do material foi feito em setembro do mesmo ano. Amy Winehouse at the BBC conta com três DVDs e um CD, com interpretações da cantora gravadas nos estúdios da emissora de rádio e televisão BBC Music.
Amy Winehouse at the BBC recebeu análises positivas dos críticos musicais especializados, os quais elogiaram os vocais da cantora e "o seu brilho" ao apresentar-se ao vivo. No campo comercial, não obteve muito destaque, mas ainda assim conseguiu enumerar-se dentre os cem mais vendidos em países como a Alemanha, a Áustria, a França e nos Estados Unidos, onde conseguiu a 41.ª colocação do periódico genérico da Billboard destinado aos discos de R&B. Contudo, o seu melhor desempenho foi em Portugal, onde estreou no vigésimo posto, tornando-se a sua única entrada no top vinte de um país até à data. No Brasil, o material foi premiado com disco de ouro pela Associação Brasileira dos Produtores de Discos (ABDP), em recompensa às mais de vinte mil unidades vendidas.

## Alinhamento de faixas
| N.º | Título                                                | Compositor(es)                                                                                            | Duração |  |
| 1.  | "Know You Now" (Leicester Summer Sundae 2004)         | Amy Winehouse, Gordon Williams, Earl Chinna Smith, Delroy "Chris" Cooper, Astor Campbell, Donovan Jackson | 3:55    |  |
| 2.  | "Fuck Me Pumps" (T In The Park 2004)                  | Winehouse, Salaam Remi                                                                                    | 3:41    |  |
| 3.  | "In My Bed" (T In The Park 2004)                      | Winehouse, Remi                                                                                           | 4:37    |  |
| 4.  | "October Song" (T In The Park 2004)                   | Winehouse, Matt Rowe, Stefan Skarbek                                                                      | 3:41    |  |
| 5.  | "Rehab" (Pete Mitchell 2006)                          | Winehouse                                                                                                 | 3:58    |  |
| 6.  | "You Know I'm No Good" (Jo Whiley Live Lounge 2007)   | Winehouse                                                                                                 | 3:26    |  |
| 7.  | "Just Friends" (Big Band Special 2009)                | Winehouse                                                                                                 | 3:17    |  |
| 8.  | "Love Is a Losing Game" (Jools Holland 2009)          | Amy Winehouse                                                                                             | 2:49    |  |
| 9.  | "Tears Dry on Their Own" (Jo Whiley Live Lounge 2007) | Amy Winehouse, Paul O'Duffy                                                                               | 3:11    |  |
| 10. | "Best Friends, Right?" (Leicester Summer Sundae 2004) | Amy Winehouse                                                                                             | 3:3     |  |
| 11. | "I Should Care" (The Stables 2004)                    | Sammy Cahn, Axel Stordahl, Paul Weston                                                                    | 3:39    |  |
| 12. | "Lullaby of Birdland" (The Stables 2004)              | B Y Foster, George Shearing                                                                               | 2:34    |  |
| 13. | "Valerie" (Jo Whiley Live Lounge 2007)                | Sean Payne, Dave McCabe, Abi Harding, Boyan Chowdhury, Russell Pritchard                                  | 3:51    |  |
| 14. | "To Know Him Is to Love Him" (Pete Mitchell 2006)     | Phil Spector                                                                                              | 2:33    |  |

## Desempenho nas tabelas musicais
| Tabela musical (2012 - 2013)                           | Melhor posição |
| ------------------------------------------------------ | -------------- |
| Alemanha(Media Control Charts)                         | 54             |
| Áustria (Ö3 Austria top 100)                           | 68             |
| Bélgica (Ultratop 50 de Flandres)                      | 81             |
| Bélgica (Ultratop 40 da Valônia)                       | 76             |
| Coreia do Sul (Gaon International Albums Chart)        | 60             |
| Estados Unidos (Billboard R&B/Hip-Hop Albums)          | 41             |
| França (Syndicat National de l'Édition Phonographique) | 54             |
| México (AMPROFON)                                      | 76             |
| Países Baixos (MegaCharts)                             | 41             |
| Portugal (Associação Fonográfica Portuguesa)           | 20             |

| País          | Certificação | Vendas  |
| ------------- | ------------ | ------- |
| Brasil (ABPD) | Ouro         | 20.000+ |

## Histórico de lançamento
| País           | Data                   | Formato              | Gravadora       |
| -------------- | ---------------------- | -------------------- | --------------- |
| Irlanda        | 12 de novembro de 2012 | CD, Download digital | Universal Music |
| Reino Unido    | 12 de novembro de 2012 | CD, Download digital | Universal Music |
| Estados Unidos | 12 de novembro de 2012 | CD, Download digital | Universal Music |